# Hrvatska mornarica
Hrvatska mornarica (pol. Marynarka Chorwacka) – marynarka wojenna marionetkowego Niepodległego Państwa Chorwackiego podczas II wojny światowej.

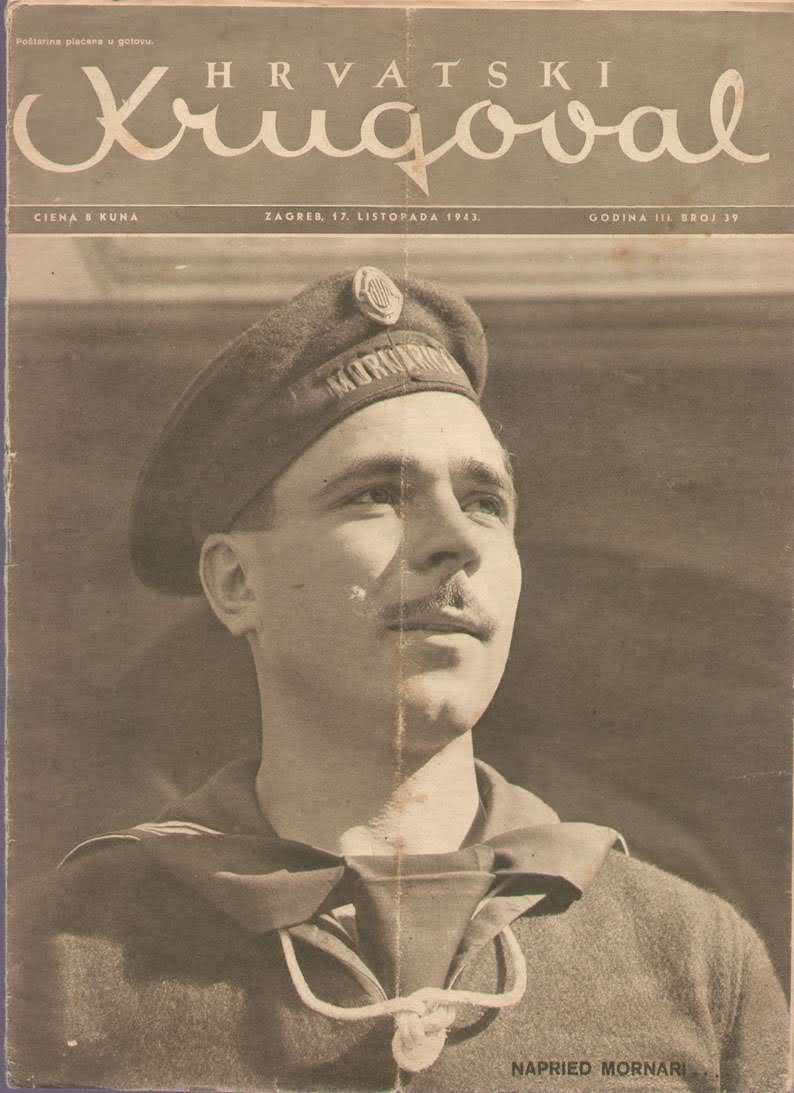
Marynarz Marynarki Chorwackiej

Po proklamowaniu Niepodległego Państwa Chorwackiego (NDH) 10 kwietnia 1941 roku, chorwaccy ustasze rozpoczęli tworzenie sił zbrojnych, w tym marynarki wojennej, która została utworzona w tym samym miesiącu. Pierwszym jej dowódcą został kontradm. Đuro Jakčin. Jednakże Włochy, okupujące wraz z Niemcami terytorium NDH, nie zgodziły się na posiadanie przez Chorwatów na Morzu Adriatyckim okrętów wojennych większych niż o wyporności do 50 ton. W związku z tym dla ochrony granic i pobierania cła Chorwaci uzbroili szereg łodzi rybackich i niewielkich statków. Utworzono następnie trzy lokalne dowództwa floty:
- Północne w Crikvenicy, później w Susaku,
- Centralne w Makarskiej, później w Splicie,
- Południowe w Dubrowniku.

ex. 

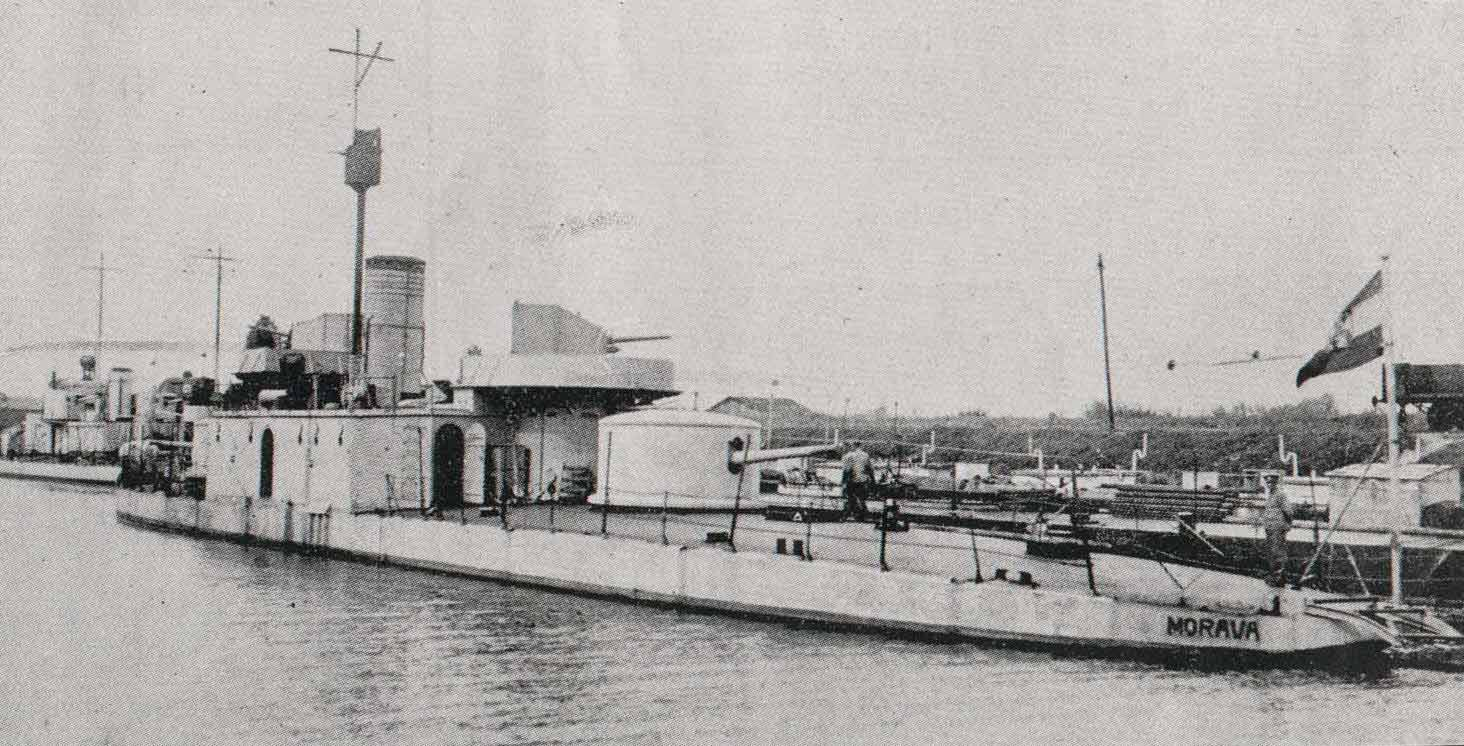
Monitor rzeczny „Bosna” (jeszcze w jugosłowiańskiej służbie)

Ponadto utworzono Flotyllę Rzeczną na Dunaju i Sawie z dowództwem w Zemunie, która dysponowała najsilniejszymi jednostkami chorwackiej floty. W 1943 roku składała się z dawnych jugosłowiańskich monitorów „Sava” i „Bosna” (ex. „Morava”), kutrów: „Ustasa”, „Bosut”, kutrów patrolowych: „Petrincija”, „Pliva”, „Prace”, „Pakra”, „Plitvica” (zdobytych przez Niemcy w Holandii i przekazanych Chorwacji), pomocniczych trałowców: „Zagreb”, „Peter Zrinski” i okrętu sztabowego „Vrbas” (ex. „Cer”). W ramach tej flotylli istniał Morski Batalion Piechoty, stacjonujący w Zemunie, a następnie w Zagrzebiu. 
Duża część kadry marynarskiej weszła w skład Chorwackiego Legionu Morskiego, sformowanego 2 lipca 1941 roku do walk w basenie Morza Czarnego. Legion ten, dowodzon przez kpt. Andro Vrkljana, a następnie kpt. Stjepana Rumenovicia, wszedł w skład niemieckiej marynarki Kriegsmarine. Początkowo jego liczebność wynosiła 343 ludzi. Władze NDH miały nadzieję, że marynarze nabiorą doświadczenia bojowego i będą stanowić zaczątek chorwackiej marynarki wojennej. 30 września 1941 roku legion przybył do Geniczeska, po czym zajmował się m.in. ochroną obszaru Morza Azowskiego, w oparciu o rekwirowane małe kutry i statki oraz niemieckie patrolowce typu MFK, a później działał na Morzu Czarnym. Ostatecznie w marcu 1944 członkowie Legionu powrócili do Chorwacji.
Po wyjściu Włoch z wojny na początku września 1943 roku nastąpiła poważna reorganizacja Marynarki Wojennej NDH. Było to związane z faktem, że Niemcy pozwolili Chorwatom na swobodne rozwijanie ich sił morskich. Poza tym, Chorwaci przejęli kilka portów, zajmowanych dotąd przez wojska włoskie. Pod koniec 1943 r. nowym dowódcą floty wojennej został adm. Edgar Angeli. Na początku 1944 r., kiedy kolejnym dowódcą został kontradm. Nikola Steinfl, Chorwaci przejęli od Niemców pewną ilość statków i okrętów wojennych po Włochach. Były to:
- torpedowiec T7 (ex-jugosłowiański T7) (od 8 lutego 1944, zatopiony 25 czerwca 1944)
- torpedowiec T3 /TA 48 (ex-jugosłowiański T3) (od 15 sierpnia 1944)[1]
- eskortowiec G102 (od 15 sierpnia 1944)
- eskortowiec G104 (przebudowany ze statku pasażerskiego „Salvore”, od 15 sierpnia 1944)
- minowiec „Pasman” (ex-jugosłowiański „Mosor”)[1].

Na krążowniku szkolnym „Niobe” (ex-jugosłowiańskim „Dalmacija”) 6 grudnia 1943 r. została zamustrowana mieszana niemiecko-chorwacka załoga, ale okręt już 19 grudnia tego roku wszedł on na mieliznę koło wyspy Silba, na której został 22 grudnia zniszczony przez brytyjskie ścigacze.
W Szybeniku utworzono morską grupę ochrony portu, która składała się z kilku uzbrojonych małych statków motorowych.
9 września 1944 roku Chorwaci dostali od Niemców 8 małych kutrów torpedowych (według innych źródeł faktycznie pięć) typu KS (m.in. KS 11, KS 31 i KS 32), z których pod koniec tego miesiąca sformowano Kroatische Küsten-Schnellbootsflottille w Rijece. Podporządkowano ją niemieckiej 11 Dywizji Ochronnej.
Zmiany dotknęły też Flotyllę Rzeczną. Oprócz dowództwa w Zemunie (rzeczne policyjne statki patrolowe „Plitvica”, „Praca” i „Bosut” oraz statek remontowy „Lika”) utworzono dowództwo w Slavonskim Brodzie (monitory rzeczne „Sava” i „Bosna”, statek-baza „Vrbas”, rzeczne policyjne statki patrolowe „Petrinjcica”, „Pakra” i „Pliva”). Część jednostek została utracona w walkach w II połowie 1944 roku, w tym dwie największe: „Sava” (9 września 1944) i „Bosna” (czerwiec 1944).
Marynarka chorwacka borykała się z przypadkami dezercji marynarzy do partyzantów. 14 grudnia 1944 zdezerterowała wraz z okrętem załoga kutra KS-5 (ex. KS-32). Stało się to ostateczną przyczyną decyzji o likwidacji odrębnej chorwackiej marynarki wojennej przez Niemców z dniem 1 stycznia 1945 i wcieleniu okrętów i ich załóg do marynarki niemieckiej. Na dzień 1 stycznia 1945 r. Marynarka Wojenna NDH liczyła 139 oficerów, 152 podoficerów i 1340 marynarzy oraz 437 innych osób.